# Бялошицкие
Белошицкие (Бялошицкие) (пол. Białoszycki, укр. Білошицькі) — польский и литвинский шляхетский род, возникший в киевских землях Великого Княжества Литовского в середине XVI века (современная территория Украины, Житомирская область, Коростенский район, село Белошицы).

## Подтверждение прав и вольностей
- Сигизмунд Август 04 февраля 1570 года, в Варшаве
- Стефан Баторий 10 августа 1576 года, в Варшавe
- Сигизмунд III 03 июня 1589 года, в Бресте
- Владислав IV 27 февраля 1635 года, в Варшаве

## Гербы
Бялошицкие используют герб Копач (Топач) (польск. Kopacz — Topacz), а одна из ветвей этого рода использовала герб Лелива (польск. Leliwa, Lelijva).

## Бялошицкие в Родословной книге
Бялошицкие, как потомственный дворянский род, были внесены в 6-ю часть Родословной книги Волынской губернии.
Кроме этого Белошицкие были внесены в 1-ю часть Родословной книги Волынской губернии.